# Antonia Thomas
Antonia Laura Thomas (Londres, 3 de noviembre de 1986) es una actriz británica, más conocida por haber interpretado a Alisha Daniels en la serie Misfits, y a Claire en la serie The Good Doctor.

## Biografía
Antonia es hija de madre jamaicana y padre inglés, el cantante clásico David Thomas. 
Estudió en el "Old Vic Theatre School Bristol", donde obtuvo su maestría en actuación y de donde se graduó en 2009. Antonia fue miembro del "National Youth Theatre".

## Carrera
Thomas fue elegida para el papel de Alisha Daniels en 2009, un día después de salir del Old Vic Theatre School de Bristol. Ella confirmó su salida de Misfits a finales del 2011, afirmando que ella no regresaría para una cuarta temporada a pesar de que ha pasado un "tiempo increíble" en la serie.
En febrero de 2012, protagonizó el video de Coldplay "Charlie Brown", del álbum Mylo Xyloto.
En el 2014 apareció en un episodio de la segunda temporada de la serie The Musketeers donde interpretó a Samara, la hija de Tariq (Colin Salmon), un misterioso hombre que huye de España. Y actualmente en 2016, fue la protagonista de la película Firstborn, donde se presenta como una madre primeriza, cuya hija tiene poderes psíquicos y que atrae a las almas que se encuentran en el limbo a su luz; actualmente la película está en Netflix.
Desde 2017 hasta 2021 interpretó a la doctora Claire Browne en la serie The Good Doctor. 
En mayo de 2015, aparece en el videoclip de la canción "C’est La Vie" de Stereophonics, del álbum Keep the Village Alive

## Filmografía
| Año  | Título             | Papel                                  | Notas                                |
| ---- | ------------------ | -------------------------------------- | ------------------------------------ |
| 2010 | Stanley Park       | Sadie                                  | Película para la TV                  |
| 2012 | Eight Minutes Idle | Adrienne                               | Cortometraje                         |
| 2012 | Spike Island       | Lisa                                   | Largometraje                         |
| 2012 | Rearview           | Nicky                                  | Largometraje                         |
| 2013 | Northern Soul      | Angela                                 | Largometraje                         |
| 2013 | Sunshine on Leith  | Yvonne                                 | Artista destacada de The Proclaimers |
| 2013 | Hello Carter       | Mischa                                 | Largometraje                         |
| 2013 | Scintilla          | Steinmann                              | Largometraje                         |
| 2013 | FirstBorn          | Madre primeriza (no se dice su nombre) | Película                             |
| 2016 | Terminada          | Anna                                   | Cortometraje                         |

| Año         | Título          | Papel            | Notas            |
| ----------- | --------------- | ---------------- | ---------------- |
| 2010        | The Deep        | Maddy            | 3 episodios      |
| 2009 - 2011 | Misfits         | Alisha Daniels   | 21 episodios     |
| 2012        | Homefront       | Tasha Raveley    | 6 episodios      |
| 2014        | Fleming         | Cantante de jazz | Miniserie        |
| 2014 - 2018 | Lovesick        | Evie             | Protagonista     |
| 2015        | Los mosqueteros | Samara Alaman    | 1 episodio       |
| 2017 - 2021 | The Good Doctor | Claire Browne    | Elenco principal |